# Michail Kalatosow
Michail Kalatosow (russisch Михаил Константинович Калатозов, gebürtig Micheil Kalatosischwili georgisch მიხეილ კალატოზიშვილი; * 15. Dezemberjul. / 28. Dezember 1903greg. in Tiflis; † 27. März 1973 in Moskau) war ein sowjetischer Filmregisseur georgischer Abstammung. Seine frühen Filme waren unter Stalin verpönt, später gewann er internationale Preise.

## Leben
Kalatosow studierte Wirtschaftswissenschaften. Ab 1925 arbeitete er als Filmschauspieler in den Studios von Goskinprom Grusii. Bald begann er damit, Filme zu schneiden und selbst zu drehen. 1928 produzierte er seinen ersten kurzen Dokumentarfilm Ihr Königreich („Mati samepo“, gemeinsam mit Nuza Gogoberidse), drehte zwei Jahre später den ersten Spielfilm. Sein zweiter Film, Das Salz Swanetiens (1930) gilt als wegweisende Arbeit des jungen sowjetischen Dokumentarfilms. Er ist berühmt für seine schönen Bilder und den sensiblen Blick auf das harte Leben in einem abgelegenen kaukasischen Dorf. Die sowjetischen Behörden warfen ihm jedoch vor, im Widerspruch zur Staatsideologie zu stehen. Der dritte Spielfilm Der Nagel im Stiefel wurde mit der gleichen Begründung verboten.

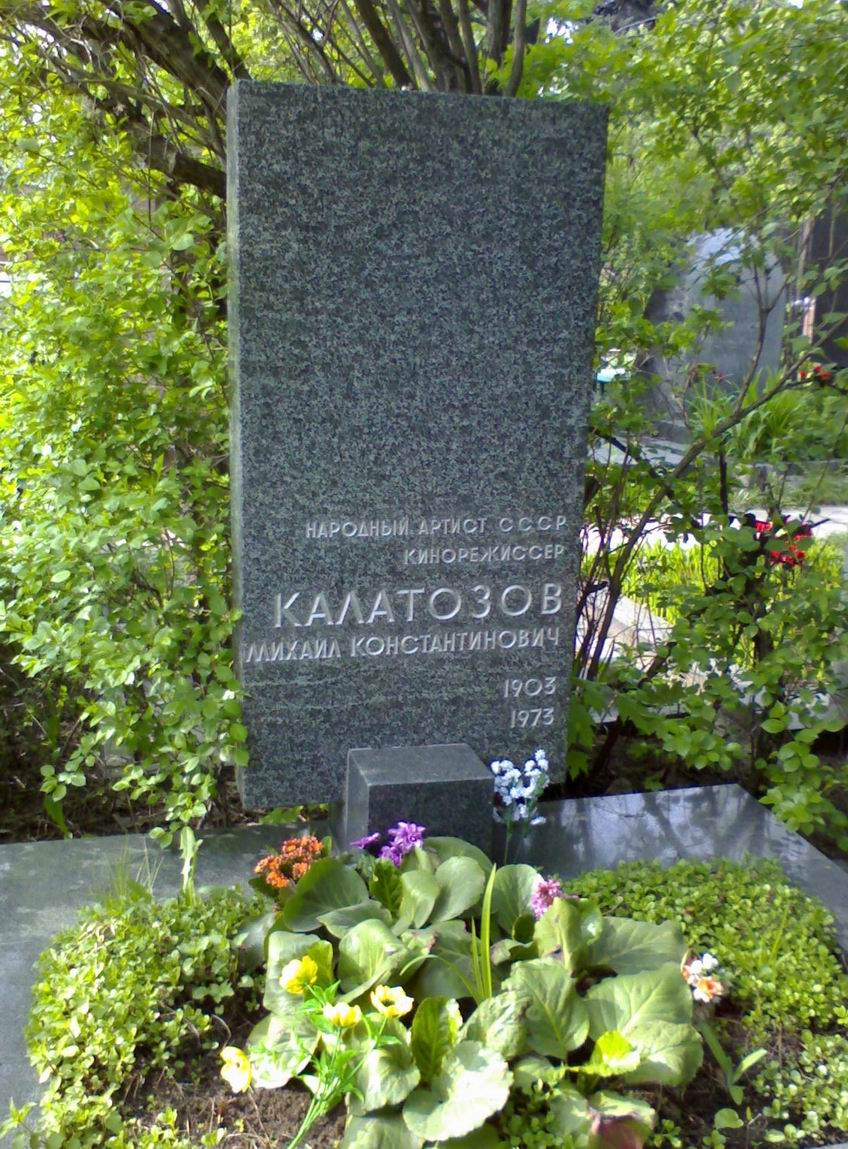
Das Grab Michail Kalatosows in Moskau

Kalatosow durfte acht Jahre lang keine Filme mehr drehen und musste sich auf Verwaltungsaufgaben in der georgischen Filmindustrie beschränken. 1939 wurde er Hauptverwalter der sowjetischen Spielfilmproduktion. In dieser Funktion arbeitete er für eine kurze Zeit als sowjetischer Kulturrepräsentant in Los Angeles. Nach dem Zweiten Weltkrieg wurde er Stellvertretender Minister für Filmproduktion und nahm 1950 wieder seine Regie-Karriere auf.
Sein Film Die Kraniche ziehen (1957), der eine vom Krieg zerstörte Liebe schildert, gewann die Goldene Palme beim Film-Festival Cannes 1958. Der in spanischer Sprache und mit kubanischen Schauspielern und Mitarbeitern gedrehte Streifen Ich bin Kuba (1964), eine surreale Hymne auf die kubanische Revolution, den die Sowjetunion 30 Jahre lang ins Archiv verbannte, erhielt 2004 in Cannes eine Mention Découverte, eine Belobigung als Entdeckung des Jahres. Er wurde in den 1990er Jahren von Francis Ford Coppola und Martin Scorsese auf den internationalen Markt gebracht.
1969 drehte er Das rote Zelt, eine sowjetisch-italienische Koproduktion mit Sean Connery und Claudia Cardinale in den Hauptrollen.

## Werke
- Opening of Zahesi, Electric Power Station (georgisch: Zahesis I turbinis gakhsna), Goskinprom Grusii, 1927
- Stud Farm (georgisch: Tskhenebis pabrika), Goskinprom Grusii, 1927
- Their Empire (georgisch: Mati samepo), Goskinprom Grusii, 1928
- Afghan Khan in Tbilisi (georgisch: Avganeli khanis chamosvla Tbilisshi), Goskinprom Grusii, 1928
- Moscow MCHAT Theatre in Tbilisi (georgisch: Mkhatis teatris gastrolebi), Goskinprom Grusii, 1929
- Little Blind Girl (georgisch: Usinatlo), Goskinprom Grusii, 1930
- Das Salz Swanetiens (Svanisch: Jim Shvante), Goskinprom Grusii, 1930
- Der Nagel im Stiefel (georgisch: Lursmani cheqmashi), Goskinprom Grusii, 1931
- Courage, (russisch: Muschestwo), Mosfilm, 1939
- Waleri Tschkalow, Mosfilm, 1941
- Kinokonzert k 25-letiju Krasnoj Armii, Mosfilm, 1943
- Moscow Music Hall, Mosfilm, 1945
- Conspiracy of the Doomed (russisch: Sagowor obretschjonnich), Mosfilm, 1950  (Stalinpreis)
- Feindlicher Wirbelwind (russisch: Wichri wraschdebnye), Mosfilm, 1953. Mit Micheil Gelowani (Stalin), Michail Kondratjew (Lenin), Wladimir Jemeljanow (Dserschinski), Leonid Ljubaschewski (Swerdlow) und Wladimir Solowjow (Kalinin)
- Reise mit Hindernissen (russisch: Wernyje drusja), Mosfilm, 1954
- The First Echelon (russisch: Perwy Eschelon), Mosfilm, 1955
- Die Kraniche ziehen (russisch: Letjat schurawli), Mosfilm, 1957
- Ein Brief, der nie ankam (russisch: Neotprawlennoje pismo), Mosfilm, 1959
- Ich bin Kuba (Soy Cuba/Ya Kuba), Mosfilm, 1964
- Das rote Zelt (russisch: Krasnaja palatka), Vides/Mosfilm, 1969